# Clinton (Minnesota)
Clinton és una població dels Estats Units a l'estat de Minnesota. Segons el cens del 2000 tenia 453 habitants.

## Demografia
Segons el cens del 2000, Clinton tenia 453 habitants, 195 habitatges, i 118 famílies. La densitat de població era de 182,2 habitants per km².
Dels 195 habitatges en un 28,7% hi vivien nens de menys de 18 anys, en un 53,3% hi vivien parelles casades, en un 5,1% dones solteres, i en un 39% no eren unitats familiars. En el 36,9% dels habitatges hi vivien persones soles el 17,9% de les quals corresponia a persones de 65 anys o més que vivien soles. El nombre mitjà de persones vivint en cada habitatge era de 2,29 i el nombre mitjà de persones que vivien en cada família era de 3,04.
Per edats la població es repartia de la següent manera: un 25,6% tenia menys de 18 anys, un 8,4% entre 18 i 24, un 23,4% entre 25 i 44, un 21,9% de 45 a 60 i un 20,8% 65 anys o més.
L'edat mediana era de 40 anys. Per cada 100 dones de 18 o més anys hi havia 92,6 homes.
La renda mediana per habitatge era de 31.591 $ i la renda mediana per família de 37.273 $. Els homes tenien una renda mediana de 25.938 $ mentre que les dones 18.958 $. La renda per capita de la població era de 17.469 $. Entorn del 5,8% de les famílies i el 13,9% de la població estaven per davall del llindar de pobresa.

## Poblacions més properes
El següent diagrama mostra les poblacions més properes.